# Rechingeriella
Rechingeriella is een geslacht van schimmels uit de familie Zopfiaceae. De typesoort is Rechingeriella insignis.

## Soorten
Volgens Index Fungorum telt het geslacht drie soorten (peildatum april 2022):
| Soortnaam                | Auteur(s)           | Publicatiejaar |
| ------------------------ | ------------------- | -------------- |
| Rechingeriella boudieri  | (Arnaud) D. Hawksw. | 1979           |
| Rechingeriella insignis  | Petr.               | 1940           |
| Rechingeriella verrucosa | (Urries) Petr.      | 1970           |